# Moriana
La Moriana (in passato anche Morienna, Mauriana o Muriana; in francese Maurienne; in arpitano: Môrièna) è una valle francese formata dal fiume Arc. Si trova nel dipartimento francese della Savoia.
Formava un'antica provincia prima dell'introduzione dei dipartimenti, mentre ad oggi coincide con l'Arrondissement di San Giovanni di Moriana, divisione amministrativa della Savoia.

## Geografia
Il territorio coincide con una delle grandi valli trasversali delle Alpi, la valle dell'Arc, fiume che nasce dal massiccio delle Levanne ed è tributario dell'Isère, a cui si congiunge dopo un percorso semicircolare di circa 130 km.
La valle va dal villaggio l'Écot (nel comune di Bonneval-sur-Arc) a breve distanza dal colle dell'Iseran e finisce ad Aiton. La parte della valle a monte di Modane prende il nome di "Alta Moriana" (in francese Haute-Maurienne).

### Colli alpini
Dalla valle partono diversi colli alpini:
- il Colle dell'Iseran verso la Tarantasia
- il Colle della Madeleine verso la Tarantasia
- il Colle del Moncenisio verso l'Italia
- il Colle del Télégraphe verso Valloire e il Colle del Galibier
- il Colle del Galibier verso Briançon
- il Col de la Croix-de-Fer verso Grenoble
- il Colle del Glandon verso Grenoble.

### Valli laterali
- Valle di Averole
- Valle d'Ambin
- la Valloire
- Valle d'Arves
- Valle di Villards
- Valle du Ribon
- Valle du Bugeon

## Storia

Stemma della provincia

Di importanza notevole per la via di comunicazione tra Italia, Francia e Regno di Borgogna, la valle, assoggettata prima al vescovado di Torino, poi a quello di Vienne durante la dominazione dei franchi, diviene contea dei Savoia ed entra a far parte della omonima regione (Umberto I Biancamano porta già il titolo di conte di Moriana). Il passaggio dalla Moriana alla valle di Susa, uno dei più frequentati dell'arco alpino occidentale a partire dall'attraversamento di Carlo Magno nel 773, dall'Alto Medioevo a prima della costruzione della ferrovia Torino-Parigi avveniva prevalentemente tramite la Via Francigena del Moncenisio valicando il Colle del Moncenisio (la cui mulattiera, erta e tortuosa, venne sostituita con l'attuale strada per ordine di Napoleone I Bonaparte nel periodo 1803 - 1811). Tuttavia erano anche utilizzati i valichi del colle della Rho e del Colle del Fréjus che la collegano a Bardonecchia, da cui poi si scende su Susa passando per Oulx. Tolta a Carlo III di Savoia da Francesco I nel 1536 e restituita ad Emanuele Filiberto di Savoia dalla pace di Cateau-Cambrésis (3 aprile 1559), tolta nuovamente ai Savoia (Regno di Sardegna) con l'annessione della stessa Savoia alla Francia decretata il 27 novembre 1792 da parte della Convenzione, restituita al Regno di Sardegna nel 1814 dal Congresso di Vienna, viene definitivamente annessa alla Francia con il passaggio della Savoia (e di Nizza) a quest'ultima dopo la seconda guerra di indipendenza d'Italia, a seguito degli accordi presi da Cavour con Napoleone III (1860).

## Città principali
Il capoluogo della Moriana è Saint-Jean-de-Maurienne, alla confluenza dell'Arc e dell'Arvan. Le altre città sono Modane e Aiguebelle, che segna la fine della valle. Numerose sono le località sciistiche della valle.

## Collegamenti con l'Italia
È raggiungibile dall'Italia da Susa attraverso il valico del Moncenisio, entrando nella val Cenischia e risalendola per poi piegare verso il valico (S.S. 25), oppure risalendo la valle della Dora Riparia fino a Oulx (S.S. 24) e poi per il ramo Dora di Bardonecchia (S.S. 535) fino a Bardonecchia, o attraverso l'Autostrada Torino - Bardonecchia, la A32 e quindi per il Traforo stradale del Frejus (aperto nel 1980). Sul lato francese c'è la A43 che collega Lione a San Giovanni di Moriana e Modane. Inoltre la Moriana è collegata alla Val di Susa tramite la linea ferroviaria Roma-Torino-Parigi che passa attraverso il Traforo ferroviario del Frejus (aperto nel 1871).

## Rifugi alpini
Per favorire l'escursionismo di alta montagna e l'accesso alle vette della valle vi sono diversi rifugi alpini:
- Rifugio d'Ambin - 2.270 m
- Rifugio dell'Averole - 2.210 m
- Rifugio del Carro - 2.760 m
- Refuge du Col de la Vanoise - 2.515 m
- Refuge de la Dent Parrachée - 2.511 m
- Rifugio des Evettes - 2.590 m